# 2002년 북러정상회담
2002년 북러정상회담(北러頂上會談)은 북한 김정일 위원장과 러시아 푸틴 대통령과의 두 번째 정상회담이다.

## 같이 보기
- 남북정상회담
- 북러정상회담
- 2011년 북러정상회담
- 북미정상회담